# Nankoku
Nankoku (南国市, Nankoku-shi) est une municipalité ayant le statut de ville dans la préfecture de Kōchi, au Japon.

## Géographie

### Localisation
Nankoku est située dans le centre de la préfecture de Kōchi, à l'est de la capitale, Kōchi.

### Démographie
En août 2021, la population de Nankoku s'élevait à 46 729 habitants, répartis sur une superficie de 125,30 km2.

### Hydrographie
La ville est bordée par la baie de Tosa au sud.

### Climat
Nankoku a un climat subtropical humide avec des étés chauds et humides et des hivers frais. Il y a des précipitations importantes tout au long de l'année, en particulier en juin et juillet. La température annuelle moyenne à Nankoku est de 16,6 °C. La pluviométrie annuelle moyenne est de 2 359,1 mm, septembre étant le mois le plus humide.

## Histoire
La ville de Nankoku a été créée le 1er octobre 1959.

## Culture locale et patrimoine
- Tosa Kokubun-ji (29e temple du pèlerinage de Shikoku)
- Zenjibu-ji (32e temple du pèlerinage de Shikoku)

## Transports
Nankoku est desservie par la ligne Dosan de la JR Shikoku, la ligne Asa de la Tosa Kuroshio Railway et le tramway de Kochi. La gare de Gomen est la principale gare de la ville.
L'aéroport de Kōchi (en) se trouve sur le territoire de la ville.

## Jumelage
Nankoku est jumelée avec  Iwanuma (Japon).